# Pari (bairro)
O Pari é um bairro localizado na zona central/leste de São Paulo, pertencente ao distrito homônimo, administrado pela Subprefeitura da Mooca. Faz fronteira com bairros importantes como Brás e Belenzinho, e está próximo à Marginal Tietê, o que facilita o acesso a diversas regiões da cidade. Sua localização estratégica é uma das características que contribuem para seu desenvolvimento e atratividade. Uma área do bairro tombada pela Prefeitura em 2022, devido ao valor urbanístico e histórico.

## Histórico e origem do nome
No início, para apanhar os peixes, os colonizadores europeus haviam aprendido uma técnica indígena de envenenar a água com timbós ou tinguis. Porém, o veneno causava danos ao rio e, em 1591, o governo local proibia a técnica, com pena de quintos réis, no Tamanduateí.
Com a proibição, os pescadores passaram a colocar em certos pontos do rio uma armadilha chamada "pari": Era uma cerca de taquara ou cipó, estendida de lado a lado para pescar peixes. No caso, eles eram pescados principalmente nos rios Tietê e Tamanduateí, que ficavam próximos e eram rios piscosos, próprios para a instalação de "paris". Daí nasceu o nome do bairro: Pari. O bairro é um dos primeiros núcleos urbanos da cidade, formado por imigrantes que trabalhavam nas indústrias e no comércio local.
A história do Pari remonta ao final do século XVI, quando começou a se formar como um pequeno povoado essencialmente habitado por pescadores. A localização entre dois rios importantes fez do Pari um local ideal para a pesca, atividade que foi crucial para a subsistência dos primeiros habitantes e para o crescimento inicial da cidade de São Paulo. O nome "Pari" tem uma origem interessante e está diretamente ligado à atividade pesqueira. Os peixes vendidos no centro da então Vila de São Paulo eram pescados principalmente nos rios Tietê e Tamanduateí, que possuíam locais piscosos e adequados para a pesca. Com o passar dos anos, o Pari evoluiu de um simples povoado de pescadores para um bairro urbano com infraestrutura completa.  A pesca era a principal atividade dos primeiros moradores da região.
O Pari é um bairro antigo do município de São Paulo, cravado entre os rios Tamanduateí e Tietê. Formou-se em fins do século XVI, constituído essencialmente por pescadores, seus habitantes eram formados por índios, portugueses e mamelucos. Situado em uma região de alagamentos, Pari foi uma parte importante para a sobrevivência e o crescimento da cidade durante seus primeiros séculos, enquanto a alimentação dos moradores era resultado da pesca.
Em 1867, foi inaugurado, pela São Paulo Railway, um pátio ferroviário denominado Pari, hoje erradicado, que auxiliava nas manobras e na estocagem dos materiais que não podiam permanecer na Estação da Luz, possuindo também uma pequena estação de embarque e desembarque de mercadorias. Porém, apesar do nome, o pátio situava-se fora do atual distrito, entre as atuais ruas São Caetano, Monsenhor Andrade, Mendes Caldeira e a Avenida do Estado, no Brás. O Largo do Pari, logradouro da confluência da Avenida do Estado com a Rua Santa Rosa e, por aí, é uma das áreas mais importantes pela sua história.
Com o passar do tempo, o Pari evoluiu para se tornar uma área com intenso comércio e uma grande concentração de indústrias. Fez com que a regiao do Alto do Pari fosse desenvolvida devido a carência de terrenos. O loteamento do bairro ocorreu de forma gradual, inicialmente com a construção de moradias populares e, mais tarde, com o desenvolvimento de edifícios residenciais e comerciais. A proximidade com o centro e com importantes eixos de transporte urbano acelerou esse processo de urbanização.
Além disso, a região é conhecida como um "bairro doce" de São Paulo, devido à presença de muitos estabelecimentos que fabricam ou vendem doces.
No início do século XX, a cidade de São Paulo, passa por um intenso processo de urbanização e a vinda de um grande fluxo de imigrantes europeus. O Pari por ser um bairro operário, recebe grandes contingentes de italianos, espanhóis, portugueses e gregos, nesse período os imigrantes italianos, nos fins de semana, ocupavam a praça Padre Bento, para cantar e dançar a "tarantela". Para tentar acabar com os constantes transbordamentos nos arredores do rio Tamanduateí, a prefeitura mandou, em 1908, solevar uma grande extensão da várzea do rio. Foram cobertos com dois metros de terra as planícies do Brás, passando por Pari, até a Mooca. 
O Colégio Bom Jesus iniciou suas atividades em 3 de fevereiro de 1919, com o nome de Escola Parochial José de Anchieta, por iniciativa de Frei Olivério Kraemer, Franciscano, vigário da Paróquia Santo Antônio na época. Prestou um grande serviço a comunidade, ensinando gratuitamente milhares de filhos de imigrantes operários. No início, ensinava crianças de 6 a 10 anos em um pequeno espaço na rua Maria Marcolina. Em Setembro de 2013 o colégio anuncia o encerramento de suas atividades educacionais. Em 19 de Outubro de 2013, moradores da região, estudantes e alunos protestam contra o fechamento do mesmo e reivindicam o tombamento do prédio pertencente ao colégio que possuía 94 anos de existência. No ano seguinte em 2014 algumas instalações que pertenceram ao Colégio foram derrubadas para dar lugar a um centro comercial. Conhecido por Colégio Santo Antônio do Pari, foi administrado pela rede Bom Jesus de ensino até o dia de seu fechamento oficial. Na década de 1940, sírios e libaneses passam a integrar o bairro multi-étnico.
Nos anos 60, assim como toda a região central de São Paulo, o Pari passou por um processo de degradação e esvaziamento populacional, na década de 1980 o bairro passou a abrigar um grande contingente da colônia coreana e, a partir da década de 1990 o bairro começa a receber um grande número de imigrantes bolivianos. Nos últimos anos do século o bairro mudou seu perfil urbano, e suas antigas fábricas passaram a ser substituídas por novos empreendimentos residenciais.

## Atualidade
Atualmente o bairro do Pari é conhecido como um dos maiores polos da indústria de confecções do país, sendo visitado diariamente por consumidores vindos de diversas regiões do Brasil e até do exterior, para adquirir confecções e produtos de vestuário nas centenas de lojas que comercializam tanto no atacado como no varejo, localizadas principalmente nas ruas Silva Teles, Maria Marcolina, Oriente entre outras, se estendendo até o bairro do Brás, formando com o comércio deste bairro vizinho um único centro comercial. O bairro é classificado pelo CRECI como "Zona de Valor D", assim como outros bairros da capital: Casa Verde, Carandiru e Brás.
Administrativamente é parte da Zona Sudeste de São Paulo e está localizado imediatamente a leste do centro histórico da cidade, na Subprefeitura da Mooca. Essas informações destacam a evolução do Alto do Pari de um simples povoado de pescadores para um bairro industrial e comercialmente ativo, mantendo ainda uma tradição na produção de doces. O bairro e o Alto do Pari são tombados pela Prefeitura devido ao urbanismo e história. O distrito é atendido pela Linha 1 do Metrô de São Paulo que passa dentro de seus limites, embora não haja nenhuma estação ali. Porém, quem frequenta o distrito pode se utilizar da estação Armênia, que fica a três quarteirões do Estádio do Canindé, por exemplo. Futuramente o distrito será atendido também pela nova Linha 19 Celeste do Metrô, na estação Pari (apesar que a estação não ficara dentro dos limites do bairro, e sim no bairro do Brás).
A paróquia Santo Antônio do Pari foi fundada no dia 2 de fevereiro de 1914, por dom Duarte Leopoldo e Silva, e seu primeiro pároco foi o português Frei José Rolim. Proprietário de terrenos no bairro, Arthut Vautier, vendo o esforço e o trabalho de Rolim, doou um terreno para a construção de uma igreja. A matriz de Santo Antônio do Pari começou a ser construída em agosto de 1922 e foi entregue à população em 13 de junho de 1924. Na madrugada de 14 de junho de 2006, um incêndio destrói uma das torres e a totalidade da ala direita da igreja. A igreja passou por um processo de restauração.
É importante por sua localização estratégica, funcionando como uma zona de transição entre a área fortemente comercial do Brás. O bairro serve como um ponto de conexão para trabalhadores e comerciantes, influenciando a dinâmica econômica local. Além disso, a diversidade cultural dos residentes enriquece a vida comunitária e social do bairro.